# Claudia Koonz
Claudia Ann Koonz (1 de enero de 1940) es una historiadora estadounidense de la Alemania nazi. La crítica de Koonz al papel de la mujer durante la era nazi, desde una perspectiva feminista, se ha convertido en sí misma en un tema de mucho debate e investigación.   Recibió el premio PEN New England y fue finalista del Premio Nacional del Libro.   Koonz ha aparecido en los podcasts Holocaust, presentado por University of California Television,  y Real Dictators, presentado por Paul McGann.  En los meses previos a las elecciones presidenciales de Estados Unidos de 2020, Koonz escribió sobre los riesgos de la autocracia en los Estados Unidos para History News Network   y el seminario público de The New School. 

## Educación y carrera profesional
Koonz recibió una licenciatura en 1962 de la Universidad de Wisconsin-Madison, que incluyó dos semestres de estudio en la Universidad de Múnich. Después de un año de viajar por tierra a través de Asia,  estudió en la Universidad de Columbia, donde obtuvo una maestría en 1964, antes de obtener un doctorado en la Universidad Rutgers en 1969. 
Claudia Koonz es Peabody Family Professor emerita en el departamento de historia de la Universidad Duke. Antes de llegar a Duke en 1988, enseñó en el College of the Holy Cross en Worcester,  y en la Universidad de Long Island, Southampton, de 1969 a 1971.
Junto con Renate Bridenthal, editó la primera antología de la historia de las mujeres europeas, Becoming Visible.  Posteriormente publicó dos libros, Mothers in the Fatherland: Women, the Family, and Nazi Politics (Madres en la patria: Mujeres, la familia y la política nazi) y The Nazi Conscience (La Conciencia nazi), que analizan las fuentes del apoyo de los alemanes comunes al Partido Nazi durante la República de Weimar y la Alemania nazi.  The Nazi Conscience ha sido traducida al español, japonés y ruso.  Su libro actual sobre los estereotipos en los medios franceses es Between Foreign and French: Prominent French Women from Muslim Backgrounds in the Media Spotlight, 1989-2020. 

### Madres en la patria
Koonz es conocida por haber documentado el atractivo del nazismo para las mujeres alemanas y comprender su entusiasmo por los nazis. Koonz ha establecido que los líderes de los grupos feministas, cívicos y religiosos alemanes aceptaron la nazificación (Gleichschaltung) que obligó a los alemanes a seguir la política nazi. Las mujeres de los movimientos marxistas, en cambio, se unieron a los hombres para operar redes clandestinas de oposición. Koonz ha señalado que las mujeres que apoyaban a los nazis aceptaron la división nazi de sexos en una esfera pública para los hombres y una esfera privada para las mujeres. Un crítico del New York Times escribió que Madres en la Patria exploraba la “paradoja de que las mismas mujeres que eran tan protectoras con sus hijos, tan cálidas, cariñosas y generosas con sus familias, pudieran al mismo tiempo mostrar una crueldad extraordinaria”.  Koonz ha afirmado que las mujeres involucradas en actividades de resistencia tenían más probabilidades de pasar desapercibidas debido a los valores "masculinos" del Tercer Reich.  Una madre, por ejemplo, podría pasar de contrabando folletos ilegales a través de un puesto de control en un cochecito sin despertar sospechas.
Koonz también es conocida por su afirmación de que dos tipos de mujeres se impusieron en el Tercer Reich: aquellas, como Gertrud Scholtz-Klink, que obtuvieron poder sobre las mujeres bajo su supervisión a cambio de sumisión a los hombres que ejercían el poder sobre ellas (la compensación autoritaria) y las mujeres que violaron las normas de la sociedad civilizada, como los guardias de campos como Ilse Koch. Koonz incluye mujeres que se oponían al nazismo al 100%, así como críticas de "un solo tema" (de, por ejemplo, la esterilización y la eutanasia), pero que no protegieron ni protestaron por la deportación de judíos a los campos de exterminio. Las opiniones de Koonz a menudo se han enfrentado a las de Gisela Bock en una batalla que algunos han denominado Historikerinnenstreit (disputa entre las historiadoras).    
Mothers in the Fatherland integra la investigación de archivos en una exploración de "la naturaleza del compromiso feminista, la complicidad en el Holocausto y el significado del pasado de Alemania".   Los nazis prometieron “emancipación de la emancipación”, un llamamiento que resonó entre los alemanes que temían que la igualdad entre hombres y mujeres significara “desintegración social y familiar”. Pero Koonz destaca las paradojas producidas por la dependencia del Tercer Reich de la participación de las mujeres (como subordinadas, sin duda) en la maternidad, el trabajo social, la educación, la vigilancia, la atención sanitaria y el cumplimiento de la política racial. Un crítico del New York Times escribió que Koonz indagó “profundamente y con discernimiento en una variedad de documentos... para registrar los resultados mixtos de los esfuerzos nazis por movilizar a grupos de mujeres, seculares, protestantes y católicas” y los esfuerzos de las mujeres judías para luchar contra confiscación, ostracismo, deportación y asesinato. 

Catherine Stimpson calificó de “doloroso” el mensaje contradictorio de Madres de la Patria porque:
“Si muchas sociedades privan a las mujeres del poder sobre sí mismas, las mujeres todavía pueden ejercer poder. Las mujeres, aunque son Otras para los hombres, también tienen a sus Otros. En Estados Unidos, las mujeres blancas poseían esclavos negros de ambos sexos, y en la Alemania nazi, como nos mostró Claudia Koonz en su desgarrador libro, Madres en la Patria, las mujeres nazis maltrataron y mataron a judíos de ambos sexos. Y los colonizadores dominaban a colonizados de ambos sexos”. 

### La conciencia nazi
Los estudiosos convencionales definen el nazismo por su antisemitismo, antimodernismo y antiliberalismo, como se expresó en publicaciones como Der Stürmer, pero La conciencia nazi examina los valores “positivos” de comunidad y pureza étnica que atrajeron a los alemanes comunes y corrientes, incluidos millones que nunca habían votado a los nazis antes de la toma del poder por Adolf Hitler.
Un crítico escribió que el libro de Koonz nos desafía al “suspender temporalmente nuestra comprensión del nazismo y tratar de comprender el movimiento tal como lo entendían los propios nazis. Al hacerlo, podremos comprender mejor cómo las doctrinas racistas asesinas se infiltraron tan fácilmente en el tejido moral y psicológico del pueblo alemán”. 
Un crítico de The Review of Politics calificó a La conciencia nazi como un “libro meticulosamente investigado y apasionantemente escrito”.  Otro crítico lo llamó un "tour de force" que documenta la formación de un consenso que evolucionó durante los años "normales" del Tercer Reich, 1933-1941.  Esta fue una época en la que la política racial nacionalsocialista se congeló o, según Koonz, “metastatizó” en tres contextos: la personalidad pública de Hitler, los think tanks académicos y las redes burocráticas. 
Durante estos años, la base nazi rabiosamente antisemita fue mantenida bajo control por el propio Hitler y los defensores de un ataque “racional” contra los judíos. Aunque los alemanes comunes y corrientes deploraban la violencia, las medidas antisemitas que parecían “legales” apenas pasaron desapercibidas.  Después de todo, menos del uno por ciento de todos los alemanes eran judíos y en 1939 la mitad de ellos había emigrado. Además, el gobierno de Hitler acabó con el desempleo, obtuvo victorias diplomáticas y revivió el orgullo nacional. La mayoría de los ciudadanos “aceptaron una nueva moralidad específica de los nazis, impregnada del lenguaje de la superioridad étnica, el amor a la patria y los valores comunitarios”, según otra reseña de The Nazi Conscience. 
Koonz advirtió que la nostalgia por la gloria imaginada es una fuerza potente que podría unir a los ciudadanos agraviados hacia el nacionalismo étnico en otros lugares. “Al examinar cómo el nacionalsocialismo movilizó contextos institucionales diversos pero cotidianos para crear una 'comunidad de obligación moral', nos invita a reflexionar sobre..... las formas en que la sociedad contemporánea demoniza, condena al ostracismo y excluye a ciertas clases de personas".  Corey Robin señaló que Koonz "podría haber citado a Thomas Jefferson quien, anticipándose a los nazis en más de un siglo, no vio ningún futuro para los negros liberados más que la deportación o el exterminio." 

## Trabajos recientes
Antes de las elecciones presidenciales de Estados Unidos de 2020, Koonz publicó artículos en History News Network y en el Seminario Público de la New School advirtiendo sobre los riesgos de la autocracia en los Estados Unidos.    Tras la elección de Joe Biden en 2020, el trabajo de Koonz analizó la presidencia de Donald Trump a través de la lente de la historia de la Segunda Guerra Mundial,  y analizó la retirada de las tropas estadounidenses de Afganistán en 2021 a través de una lente histórica. 

## Premios y honores
- 1987 Finalista del Premio Nacional del Libro de no ficción [36]
- 1987 Libro notable del New York Times de 1987 [37]
- 1987 Libro destacado sobre historia de la mujer en la Conferencia de Mujeres Historiadoras de Berkshire [38]
- 1987 Premio PEN-Boston Globe al Libro del Año
- 1990 Libération (París) mejores 100 libros de 1990 [39]
- 1990-1991 Cátedra visitante Raoul Wallenberg, Universidad de Rutgers , Instituto de Historia de Rutgers
- 1993-1994 Beca del Centro Nacional de Humanidades [40]
- 1993-1994 Beca del Consejo Americano de Sociedades Cultas [41]
- 2005-2006 Fundación John Simon Guggenheim [42]
- 2006 Beca Haniel de la Academia Americana de Berlín [11]
- Premio a la Enseñanza Distinguida de la Universidad de Duke 2007 [43]

## Obras
- Coeditado con Renate Bridenthal: Becoming Visible: Women in European History, 1977, edición revisada de 1987.
- Mothers in the Fatherland: Women, the Family, and Nazi Politics, St. Martin's Press, Nueva York, 1986, ISBN 9780312022563 [44]
- The Nazi Conscience, Cambridge, Massachusetts: The Belknap Press de Harvard University Press, 2003, ISBN 978-0-674-01172-4.